# Ma Lật Pha

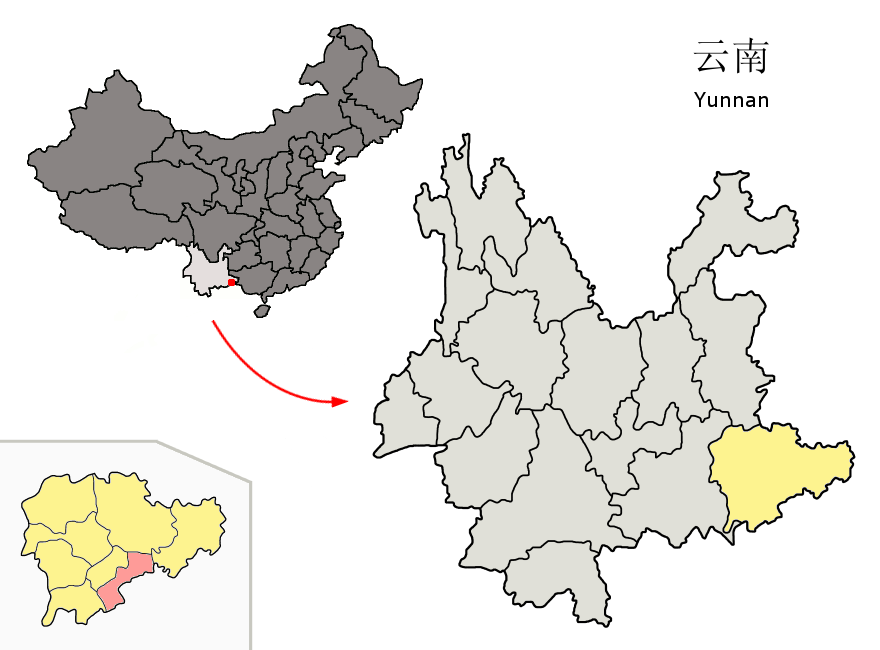

Ma Lật Pha (tiếng Trung: 麻栗坡县 Málìpō Xiàn) là một huyện phía Nam của châu tự trị dân tộc Choang, Miêu Văn Sơn, tỉnh Vân Nam, Trung Quốc. Toàn huyện rộng 2395 km² và có 27 vạn dân (năm 2002). Huyện lỵ là thị trấn Ma Lật. Huyện này Tây Nam giáp huyện Mã Quan, Tây giáp huyện Văn Sơn, phía Đông giáp tỉnh Hà Giang của Việt Nam, phía Bắc giáp huyện Tây Trù. Trực thuộc huyện này có 9 hương và 3 trấn.
Năm 1979, khi quân đội Trung Quốc tấn công miền Bắc Việt Nam đã chọn Ma Lật Pha làm căn cứ dự trữ lương thực nhưng sau đó đã bị Quân đội Nhân dân Việt Nam phá hủy trong chiến dịch trả đũa tấn công các thị trấn dọc biên giới. Cùng với Ma Lật Pha các thị trấn bị đánh phá còn có Bằng Tường, Ninh Minh, Hà Khẩu và Đông Hưng.
Ma Lật Pha bao gồm các hương: Mãnh Động (猛硐), Hạ Kim Xưởng (下金厂), Bát Bố (八布), Dương Vạn (杨万), Tân Trại (新寨), Mã Nhai (马街), Thiết Xưởng (铁厂), Lục Hà (六河). Bốn trấn là: Thiên Bảo (天保), Ma Lật (麻栗), Đổng Can (董干), Đại Bình (大坪). Các hương trấn nằm giáp biên là: Mãnh Động, Thiên Bảo (Nam Ôn Hà), Ma Lật, Hạ Kim Xưởng, Bát Bố, Dương Vạn và Đổng Can.